# Selling England by the Pound
Selling England by the Pound – album studyjny zespołu Genesis wydany w 1973.

## Opis albumu
Selling England by the Pound (Sprzedając Anglię na funty, także aluzja do „sprzedawczyka”, chociaż wielkiego poety Ezry Pounda) jest uznany za wybitny album w dorobku Genesis. Album składa się z ośmiu utworów: Dancing with the Moonlit Knight, I Know What I Like, Firth of Fifth, More Fool Me, The Battle of Epping Forest, After the Ordeal, Cinema Show i Aisle of Plenty. Wszystkie one, podobnie jak na poprzednich albumach, są dopracowane w muzycznej formie jak i tekstowej treści. Album nie jest jednak tak stylistycznie spójny, jak poprzednie trzy. Dwa utwory się odróżniają. The Battle of Epping Forest (Bitwa w lasku Epping) jest opowieścią o bitwie dwóch współczesnych gangów opryszków. Przewrotny tekst, pokazuje ją jako idealistyczną, religijną wojnę w tradycji staroangielskich krucjat. Utwór ten stylistycznie znacznie odbiega od pozostałych. Przypomina raczej późniejszą indywidualną twórczość Petera Gabriela. Drugi utwór wyłamujący się z konwencji płyty to More Fool Me. Jest to skromny debiut kompozytorski Phila Collinsa i druga piosenka w nagraniach z Genesis, w której pełnił rolę głównego wokalisty (pierwszą była For Absent Friends z płyty Nursery Cryme). Ta krótka ballada śpiewana przy akompaniamencie gitary akustycznej Rutherforda, jest zapowiedzą przyszłego brzmienia Genesis oraz solowych dokonań Collinsa.

## Utwory
Tradycyjnie dla wczesnej epoki Genesis, autorstwo wszystkich utworów jest przypisane na okładce całemu zespołowi.
| 1. | Dancing With the Moonlit Knight       | 8:04  |
|    |                                       |       |
| 2. | I Know What I Like (In Your Wardrobe) | 4:07  |
|    |                                       |       |
| 3. | Firth of Fifth                        | 9:35  |
|    |                                       |       |
| 4. | More Fool Me                          | 3:10  |
|    |                                       |       |
| 5. | The Battle of Epping Forest           | 11:49 |
|    |                                       |       |
| 6. | After the Ordeal                      | 4:13  |
|    |                                       |       |
| 7. | The Cinema Show                       | 11:06 |
|    |                                       |       |
| 8. | Aisle of Plenty                       | 1:32  |
|    |                                       |       |
|    |                                       | 53:36 |
|    |                                       |       |

## Twórcy płyty
- Tony Banks - instrumenty klawiszowe w tym fortepian, gitara
- Phil Collins - perkusja, śpiew
- Peter Gabriel - śpiew, flet, obój, instrumenty perkusyjne
- Steve Hackett - gitara
- Mike Rutherford - gitara basowa, gitara
- John Burns - producent
- Rhett Davies - inżynier
- Betty Swanwick - projekt graficzny

## Nagrody i pozycja na listach
- 1974 - 70. na liście Billboard